# Union Rheinische Braunkohlen Kraftstoff AG
Die Union Rheinische Braunkohlen Kraftstoff AG, umgangssprachlich auch Union Kraftstoff oder nur UK, betrieb das Hydrierwerk Wesseling am Westufer des Rheins in der Stadt Wesseling, rund 13 Kilometer südlich von Köln. Das Unternehmen wurde 1937 im Zuge der nationalsozialistischen Autarkiebestrebungen gegründet und produzierte ursprünglich aus Braunkohle synthetische Kraftstoffe im Bergius-Pier-Verfahren.
Nach 1945 erfolgte die Umstellung auf Erdöl, womit sich das Unternehmen in Westeuropa zu einem bedeutenden Produzenten von Kraftstoffen entwickelte. 1989 übernahm die DEA Mineralöl AG die Verarbeitungs- und Vertriebsaktivitäten der Gesellschaft und die verbleibenden Aktivitäten gingen auf die RWE-DEA AG über. 2004 folgte die Übernahme durch die Shell Deutschland Oil GmbH. Auf dem Gelände befindet sich seit 2021 der Energy and Chemicals Park Rheinland.

## Gründung
Die Union Rheinische Braunkohlen Kraftstoff A.G. wurde am 27. Januar 1937 mit Sitz in Köln von sieben Gesellschaften des rheinischen Braunkohlenbergbaues als Gemeinschaftsunternehmen gegründet. Das waren die:
- Rheinische AG für Braunkohlenbergbau und Brikettfabrikation (RAG), Köln
- Braunkohlen- und Brikettfabrik Roddergrube AG, Brühl
- Braunkohlen-Industrie-AG Zukunft, Weisweiler
- Horremer Brikettfabrik GmbH, Horrem
- Braunkohlenbergwerk und Brikettfabrik Liblar GmbH, Liblar
- Hubertus Braunkohlen-AG, Brüggen
- Vereinigungsgesellschaft rheinischer Braunkohlenbergwerke mbH, Köln[2]

Das Aktienkapital betrug bei Gründung der Gesellschaft 45 Millionen Reichsmark (RM) und wurde auf Beschluss der Generalversammlung am 21. Juni 1940 auf 90 Millionen RM erhöht, was inflationsbereinigt heute 227 Millionen Euro entspricht. Hauptanteilseigner war die RAG. Im Frühjahr 1938 begann das Unternehmen mit dem Bau eines Hydrierwerks in Wesseling. Beim Aufbau der Anlagen wurde von Anfang an mit eingeplant, dort neben Braunkohle zu späterem Zeitpunkt Erdöl zu hydrieren, da die Auskohlung der Gesellschaftergruben vorhersehbar war und Erdöl dann eine höhere Rentabilität versprach.
Die architektonische Gestaltung der Werksanlagen lag in den Händen freier Mitarbeiter, unter ihnen Werner Issel. Neben dem Werk entstand die Belegschaftssiedlung Wesseling-Süd. Die überwiegend von Gustav Allinger entworfenen Wohn- und Gartenanlagen in der Diesel-, Bunsen- und Röntgenstraße wurden im Jahr 2017 vollständig abgerissen. Den Vorstandsvorsitz übernahm Carl Müller von Blumencron, der nach dem Zweiten Weltkrieg in den Aufsichtsrat der Gesellschaft wechselte. Chef-Chemiker des Hydrierwerks war Heinz Sustmann.

## Kriegsproduktion
Die Produktion erfolgte im Bergius-Pier-Verfahren. Wenn für die Erzeugung der synthetischen Kraftstoffe nur Braunkohle als Rohstoff zum Einsatz kam, betrug die Kapazität der Anlage 225.000 Tonnen Benzin und Diesel pro Jahr sowie 25.000 Tonnen Treibgas. Es wurden jedoch auch Teer und Schieferöl umgewandelt, mit einer entsprechend höheren Produktion.
Die Inbetriebnahme des Werks erfolgte allerdings erst im August 1941. Hintergrund war ein Ende 1939 geschlossener Vertrag der Union Rheinische Braunkohlen Kraftstoff AG mit dem sowjetischen Volkskommissariat für Handel und Industrie über den Bau eines Hydrierwerks originalgetreu dem Wesselinger Werk in der Sowjetunion, die im Gegenzug ab 1940 unter anderem an die Union Kraft Erdöl liefern sollte. Bis Juni 1941 verzögerten beide Seiten die Umsetzung des Vertrags. Während die Sowjetunion regelmäßig transport- und wetterbedingte Gründe aufführte, gab die Union Rheinische Braunkohlen Kraftstoff AG Anlaufschwierigkeiten bei der Hydrierung der rheinischen Braunkohle und Qualitätsmängel der Kraftstoffe an. Tatsächlich war das Werk Wesseling das erste Hydrierwerk, welches rheinische Braunkohle verwendete, die qualitativ stark von der Ruhrkohle und/oder der mitteldeutschen Braunkohle abwich. Letztlich kam der Bau eines Hydrierwerks in der Sowjetunion vor 1945 nicht zustande.
Den höchsten Ausstoß erreichte das Werk 1943, als der Ausstoß 39.400 Tonnen Autobenzin, 93.200 Tonnen Flugbenzin, 72.800 Tonnen Dieselkraftstoff und 21.100 Tonnen Treibgase betrug. Daneben erzeugte das Werk 1000 Tonnen Phenol. Die Wasserstofferzeugung erfolgte zum Teil aus Braunkohle, wobei pro Stunde 47.500 Normkubikmeter erzeugt wurden, und zum Teil aus Methan und anderen leichten Kohlenwasserstoffen, mit denen pro Stunde 36.500 Normkubikmeter Wasserstoff gewonnen wurden. Die Konvertierung erfolgte mittels Eisenoxid/Chromoxid-Kontakten mit anschließender Kohlenstoffmonoxid- und Kohlenstoffdioxid-Wäsche.
Die Sumpfphasenhydrierung erfolgte in vier Reaktorkammern mit einem Gesamtvolumen von 32 Kubikmetern, die bei einer Temperatur von 475 °C und 650 bar betrieben wurden, wobei der Wasserstoffpartialdruck 475 bar betrug. Die Braunkohle wurde als Brei aus 36 % Braunkohle mit 6,25 % Katalysator in Anreibeöl zu den Reaktoren gepresst. Das dort gebildete Mittelöl bestand nach der Entfernung der Phenole zu etwa zwei Dritteln aus Aromaten, der Rest verteilte sich auf Olefine, Naphthene und Paraffine.
Die Vorhydrierung wurde in acht Reaktoren mit einem Gesamtvolumen von 64 Kubikmetern durchgeführt. Drei Reaktoren waren dabei mit Wolframsulfid-Kontakten bestückt und fünf Reaktoren mit einem Nickelsulfid/Molybdänsulfid/Wolframsulfid auf Aluminiumoxid-Kontakten. Die Benzinierung erfolgte in fünf Reaktoren mit einem Gesamtvolumen von 40 Kubikmetern, in denen  fluorwasserstoff-aktiviertes Wolframsulfid auf Bleicherde-Kontakt eingesetzt wurde. Die Vorhydrierung- und die Benzinierungsstufe benötigten insgesamt 620 Normkubikmeter Wasserstoff pro Tonne Rohstoffdurchsatz.
Ab 1941 arbeiteten rund 1600 festangestellte Arbeitnehmer im Wesselinger Werk. Die verarbeitete Braunkohle stammte aus dem angrenzenden Rheinischen Braunkohlerevier, vor allem aus dem Tagebau Berrenrath und der Grube Vereinigte Ville. Die dort aufbereitete und getrocknete Kohle gelangte über die Villebahn, die Querbahn (HGK) und die Schwarze Bahn von Berrenrath nach Wesseling. Der am Werk vorbeifließende Rhein diente als Transportweg für die Tankschiffe und sein Wasser zur Kühlung der Hydrieranlagen. Um die Erzeugung von flüssigem Treibstoff aus Kohle und Teer zu steigern, ging im November 1943 eine integrierte DHD-Anlage zur Erzeugung von Flugbenzin (u. a. Alkylat und Isooctan) in Betrieb.
Spätestens nach Beginn der alliierten Luftoffensive auf die deutsche Treibstoffindustrie im Mai 1944 beschäftigte das Unternehmen zum Wiederaufbau des Werks mehrere Tausend Fremdarbeiter. Deren Unterbringung erfolgte in Baracken im sogenannten Südlager und im sogenannten Rheinlager direkt am Rhein. Infolge mehrerer massiver Luftangriffe im Juli und Oktober 1944 stand das Werk gegen Ende des Jahres 1944 still.

## Nachkriegszeit

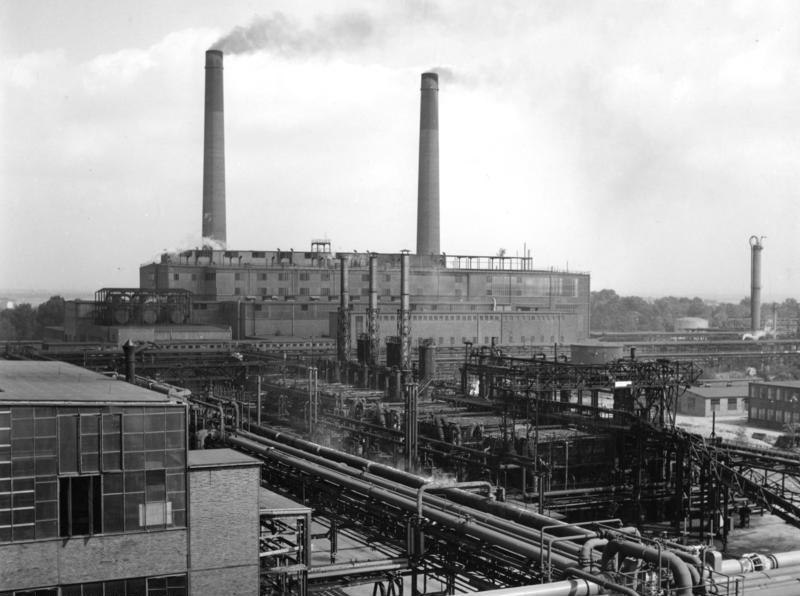
Blick auf das werkseigene Kraftwerk (1953)

Bei den Angriffen wurden die Produktionszyklen empfindlich geschädigt, die einzelnen Anlagenteile blieben jedoch weitgehend erhalten und konnten nach dem Zweiten Weltkrieg schnell instand gesetzt werden. Zwar konnte die Gesellschaft ab 1947 mit Genehmigung der britischen Militärregierung Teile des Werks wieder anfahren, jedoch erließ der Alliierte Kontrollrat in Westdeutschland ein Verbot zur Herstellung synthetischer Kraftstoffe.
Aus dieser Not heraus fand die Union Kraftstoff neue Produktionswege und nutzte ihre Hydrieranlagen zunächst zur Herstellung von Ammoniak nach dem Haber-Bosch-Verfahren für die Düngemittelindustrie. Später wurden auch Harnstoffe zu Viehfutter verarbeitet. Infolge des Produktionsverbots von synthetischen Kraftstoffen musste die Gesellschaft ihre Produktion auf Erdöl umstellen und 1948 mit Shell einen Vertrag über Rohöllieferungen abschließen. Auf dieser Basis gelang es dem Unternehmen jedoch sehr schnell, seine Kapazitäten zu erweitern und sich in Westeuropa zu einem bedeutenden Produzenten von Kraftstoffen zu entwickeln.
Als Nebenprodukte fielen Olefine in Form von Raffineriegasen an, die als chemische Rohstoffe für die Produktion von Polyethylen und Ethylbenzol auf Erdölbasis zusätzlich gewinnbringend verkauft werden konnten. 1956 beteiligte sich die UK an der Nord-West-Ölleitung (Pipeline). Eine eigene Erfindung nutzte das Unternehmen zur Herstellung von Methanol und eroberte sich damit einen immensen Marktvorsprung. Mit dem hauseigenen Peukert-Hilberath-Verfahren (Ernst Peukert & Friedrich Hilberath) zur Methanolherstellung wurde die Gesellschaft in den 1960er-Jahren zum größten Methanolproduzenten Europas.
Zwar wurden in den 1960er-Jahren bestimmte Anlagen stillgelegt, so die Hochdruck-Hydrierung für die Erdölverarbeitung oder die Gaserzeugung aus Braunkohlenbriketts, Teile der bauzeitlichen Anlagen blieben jedoch für andere Verfahrenswege weiter in Betrieb. Dazu gehörten die Hochdruckkammern mit den aus geschmiedetem Stahl gefertigten Hochdruckreaktoren. Das heißt, neben der Erdölverarbeitung blieb Braunkohle als Grundlage weiterhin von Bedeutung, um insbesondere den benötigten reinen Wasserstoff aus Braunkohlenbriketts gewinnen zu können.
In den folgenden Jahrzehnten entwickelte sich die UK zu einer leistungsstarken Erdölraffinerie und steigerte ihre Rohölkapazität von anfänglich 250.000 Tonnen auf jährlich mehrere Millionen Tonnen. 1985 folgte eine Erweiterung der Produktpalette auf Kerosin und ab 1986 auf Schmierstoffe.

## Gegenwart
1989 übernahm die DEA Mineraloel AG die Verarbeitungs- und Vertriebsaktivitäten der Union Kraftstoff. Die verbleibenden Aktivitäten gingen auf die RWE-DEA AG über. Im Zusammenhang mit allen anderen DEA Raffinerien konzentrierte sich das Werk Wesseling fortan auf die Herstellung hochwertiger Mineralölprodukte und petrochemischer Grundstoffe. 2002 wurde ein Joint-Venture mit der Shell & DEA Oil GmbH Rheinland Raffinerie Werk Wesseling (RWE Dea) gestartet, woraus im Jahre 2004 die Gesamtübernahme des Raffinerie-Werkbetriebes durch die Shell Deutschland Oil GmbH – Rheinland Raffinerie, Werk Wesseling, erfolgte.
Auf dem Gelände befindet sich seit 2021 der Energy and Chemicals Park Rheinland.